# Belteleradyjokampanija
Belteleradyjokampanija (belarussisch Белтэлерадыёкампанія Belteleradyjokampanija, russisch Белтелерадиокомпания Belteleradiokompanija) ist die staatliche Rundfunkanstalt in Belarus. Sie vereint unter ihrem Dach den staatlichen Rundfunk und das staatliche Fernsehen und besteht in der heutigen Form seit August 1994.
Das Unternehmen stützt die Präsidentschaft Aljaksandr Lukaschenkas und vertreibt Ansichten der politischen Führung, zu der insbesondere Propaganda in Belarus zählt.

## Die Gesellschaft
Die Gesellschaft verwendet als Eigenbezeichnung, zum Beispiel bei Copyrightvermerken, meist die Abkürzung Belteleradiokompanija häufig in der russischen Schreibweise. In der Langform heißt sie belarussisch Нацыянальная дзяржаўная тэлерадыёкампанія Рэспублікі Беларусь Nazyjanalnaja dsjarschaunaja teleradyjokampanija Respubliki Belarus, deutsch ‚Nationale Staatliche Fernseh- und Rundfunkgesellschaft der Republik Belarus‘ bzw. russisch Национальная государственная телерадиокомпания Республики Беларусь (НГТРК) Nazionalnaja gossudarstwennaja teleradiokompanija Respubliki Belarus (NGTRK).
Verwaltung der Gesellschaft und Sitz des Fernsehens befinden sich in Minsk in der Makajonok-Straße (uliza Makajonka; ул. Макаёнка, 9, Минск, 220114) unweit des Parks Tscheljuskinzew. Der Rundfunk sitzt im Wesentlichen an der Krasnaja-Straße (uliza Krasnaja, ул. Красная, 4, Минск, 220114) unweit des früheren Fernsehzentrums am Fuße Minsker Fernsehturms im Zentrum der Stadt. Lediglich Radius FM hat seinen Sitz an einem anderen Standort in der Nähe des Kultur-Instituts.
Zudem bestehen in Mahiljou, Homel, Wizebsk, Hrodna und Brest Belteleradyjokampanija nachgeordnete Rundfunk- und Fernsehgesellschaften, die eigene regionale Rundfunk- und Fernsehprogramme veranstalten.

## Geschichte
In ihren Ursprüngen geht die Belteleradyjokampanija auf die Anfänge des Hörfunks 1925 und des Fernsehens 1956 in Belarus zurück. So ist das Rundfunkprogramm 1. Kanal ein Nachfolger des ersten belarussischen Rundfunksenders, der am 15. November 1925 um 18.30 Uhr Ortszeit in Minsk seinen Sendebetrieb aufnahm. Das Fernsehprogramm Belarus 1 geht seinerseits auf den ersten belarussischen Fernsehsender zurück, der am 1. Januar 1956 als Belarussisches Fernsehen (Белорусское телевидение Belorusskoje telewidenije) auf Sendung ging.
Seit Januar 1993 war der Vorgänger von Belteleradyjokampanija, Gosteleradio Mitglied der Europäischen Rundfunkunion (EBU). In dessen Rechtsnachfolge hat Belteleradyjokampanija diese Mitgliedschaft übernommen und führte sie bis 28. Mai 2021 fort.
Am 17. August 2020 gab es Proteste und Streiks gegen den Präsidenten infolge der Präsidentschaftswahl in Belarus 2020. Das Staatsfernsehen Belarus 1 wurde hierbei ebenfalls bestreikt, zeigte zunächst ein leeres Studio und später Wiederholungen älterer Programme. Eine Journalistin von BTRK berichtete 2020, dass gut ausgebildete russische Mitarbeiter in zwei Maschinen eingeflogen worden waren, um als Streikbrecher den staatlichen Kanälen zu helfen. Präsident Lukaschenka bestätigte, dass er Russland „für alle Fälle um zwei, drei Gruppen von Journalisten gebeten“ habe, nachdem „einige Mitarbeiter“ der staatlichen Sender auf die Straße gegangen seien, um zu demonstrieren.
Infolge der vom Staat betriebenen Propaganda entschlossen sich im Sommer und Herbst 2020 zahlreiche Journalisten, ihren Dienst in der Belteleradyjokampanija zu quittieren. Im August verließ der Großteil des Personals des Radios „Staliza“. Der Exodus setzte sich 2021 fort: im Januar gab es mehr als 100 freie Stellen bei Belteleradyjokampanija, während im Juni 160 Stellen von Belteleradyjokampanija gesucht wurden.
Am 28. Mai 2021 gab die Europäische Rundfunkunion (EBU) bekannt, den Sender aufgrund der Situation in Belarus zu suspendieren. Die Empörung der Anstalt wurde unter anderem durch politische Gefangenen, die auf Sendung gebracht wurden und unter sichtlichem Druck Reue zeigten, gerechtfertigt. Am 30. Juni 2021 wurde Belteleradyjokampanija komplett von der EBU-Mitgliedschaft ausgeschlossen.

## Programme
Die Belteleradyjokampanija veranstaltet fünf landesweite Fernsehprogramme, ein internationales Satellitenprogramm und mehrere regionale Fernsehprogramme sowie fünf landesweite Rundfunkprogramme. Gesendet wird in belarussischer, überwiegend aber in russischer Sprache.

### Fernsehen
- Belarus 1: erstes landesweites Hauptprogramm mit Schwerpunkt Unterhaltung und Information
- Belarus 2: zweites landesweites Hauptprogramm mit Schwerpunkt Familie und Unterhaltung für ein eher jüngeres Publikum
- Belarus 3: landesweiter Kultur- und Dokumentationskanal
- Belarus 4: gemeinsame Marke der Regionalprogramme aus Mahiljou, Homel, Wizebsk, Hrodna und Brest
- Belarus 5: Sportkanal
- Belarus 24: Satellitenkanal mit Schwerpunkt Information über Belarus
- NTV-Belarus: Gemeinschaftsprojekt von Belteleradyjokampanija und dem russischen NTW

Hinzu kommt Belarus 5 Internet, der über das Internet empfangen werden kann und sich vor allem aufgrund lizenzrechtlicher Vorgaben vom eigentlichen Belarus 5 unterscheidet.

### Hörfunk
- 1. Kanal
- Radio Belarus
- Kanal „Kultur“
- Radio „Staliza“ (Radio „Hauptstadt“)
- Radius FM

## Zensur und Propaganda
Internationale Experten und die belarussische Opposition bezeichnen das staatliche Fernsehen traditionell als eines der wichtigsten Propagandainstrumente des autoritären Regimes Aljaksandr Lukaschenkas. Es wird beschuldigt, Desinformation zu verbreiten, politische Repressionen zu befürworten, Wahlen zu manipulieren und Regimekritiker zu beschmutzen.
Eine Journalistin der Fernsehnachrichtenagentur, die im August 2020 vor dem Hintergrund von Protesten nach der Präsidentschaftswahl zurückgetreten war, berichtete, dass am Arbeitsplatz eine ernsthafte Zensur herrschte. Es gab zum Beispiel eine Liste von Personen, deren Namen in den Nachrichten nicht genannt werden dürfen, darunter auch Oppositionspolitiker, es gab eine schwarze Liste von Ökonomen und Politologen, von denen es unmöglich war, Kommentare abzugeben, die Verwendung der Wörter „Stalinismus“, „Personenkult“, „Gulag“ wurde verboten. Die Existenz der Zensur wurde auch von Aljaksandr Lutschonak, einem gleichzeitig zurückgetretenen Journalisten der Abteilung für TV-Nachrichteneinheit des BTRK-Senders, bestätigt.

## Sanktionen
Mitarbeiter und Top-Manager staatlicher Fernsehsender, einschließlich BTRK-Sender, wurden mehrfach in die Liste der belarussischen Beamten mit Einreiseverbot in die EU aufgenommen, in die Liste von Specially Designated Nationals and Blocked Persons der USA, die Sanktionslisten des Vereinigten Königreichs, der Schweiz gesetzt.
2022 wurde BTRK auf die Sanktionslisten der Europäischen Union, Kanadas, der Schweiz und der Ukraine gesetzt.